# Memphis Monroe
Memphis Monroe (New Orleans, 23 marzo 1985) è un'ex attrice pornografica statunitense.

## Biografia e carriera pornografica
Mentre lavorava in un ristorante Hooters, Memphis posò per il calendario della catena di ristoranti. Al compimento dei 18 anni, iniziò a fare la modella di nudo. Nell'aprile 2005 iniziò a esibirsi in film per adulti. Nel maggio 2005, posò per la rivista Hustler, mentre due mesi più tardi venne a sapere che sarebbe stata la modella di copertina per il numero di dicembre della rivista. Nel novembre 2005, firmò un contratto in esclusiva con Hustler, diventando la loro seconda ragazza di sempre dopo Jessica Jaymes. Nel dicembre 2006 il contratto fu rinnovato, ma nell'agosto 2007 la collaborazione terminò e iniziò a lavorare come freelance. Ha un tatuaggio sopra il coccige oltre il teschio di un pirata sul braccio destro.

## Riconoscimenti
- AVN Award
  - 2009 – AVN Award for Best All-Girl Sex Scene (film) per Cheerleaders con Jesse Jane, Shay Jordan, Stoya, Adrianna Lynn, Brianna Love, Lexxi Tyler, Sophia Santi e Priya Rai[7]

## Filmografia
- 18 and Nasty 45 (2005)
- Bait 3 (2005)
- Barefoot Confidential 38 (2005)
- Barely Legal 54 (2005)
- Big League Facials 2 (2005)
- Cum Stained Casting Couch 4 (2005)
- Dawn of the Head (2005)
- Deep Throat This 28 (2005)
- Dream Teens 4 (2005)
- Face Blasters 3 (2005)
- Four Finger Club 22 (2005)
- Fresh Breed 2 (2005)
- Girls Night Out 1 (2005)
- Girly Thoughts 3 (2005)
- Hellcats 9 (2005)
- Her First Lesbian Sex 6 (2005)
- Hostile Hogties (2005)
- Innocent Girls Tied Up and Naked (2005)
- Larry's Angels (2005)
- Legal Teens 1: Teens With Tits (2005)
- Peter North's POV 10 (2005)
- Porn Set Sluts (2005)
- POV 2 (2005)
- Pretty Little Fuck Slaves (2005)
- Pussy Foot'n 14 (2005)
- SoCal Coeds 2 (2005)
- Strip Tease Then Fuck 7 (2005)
- Teen Power 15 (2005)
- Teens Too Pretty for Porn 3 (2005)
- Two Dicks For Every Chick 2 (2005)
- Young As They Cum 18 (2005)
- 12 Nasty Girls Masturbating 7 (2006)
- American Daydreams 1 (2006)
- Aphrodisiac (2006)
- Backwoods of Memphis (2006)
- Barely Legal All Stars 7 (2006)
- Barely Legal Corrupted 7 (2006)
- Christmas in Memphis (2006)
- College Invasion 8 (2006)
- Cum Rain Cum Shine 2 (2006)
- Exposed 1 (2006)
- First Offense 14 (2006)
- Fuck Fest: South Beach Style (2006)
- I Know You're Watching 4 (2006)
- Lesbian Training 5 (2006)
- New Releases 4 (2006)
- Nice Fuckin' Tits (2006)
- Pin Up Honeys 1 (2006)
- Strap Attack 4 (2006)
- Teen Cum Dumpsters 1 (2006)
- Tits: Young Ripe and Real (2006)
- Young Girls With Big Tits 7 (2006)
- Ass Appeal 5 (2007)
- Baby Fat 2 (2007)
- Breaking and Entering (2007)
- Dark Side of Memphis (2007)
- Double Penetration (2007)
- Farmer's Filthy Li'l Daughter 1 (2007)
- Girls Banging Girls 1 (2007)
- Her First Lesbian Sex 12 (2007)
- Lickalicious 4 (2007)
- Ashlynn Goes To College 3 (2008)
- Big Sausage Pizza 20 (2008)
- Big Tits Boss 2 (2008)
- Cheerleaders (2008)
- Control 9 (2008)
- Cum Worthy (2008)
- Deeper 11 (2008)
- Doctor Adventures.com 3 (2008)
- Doll House 4 (2008)
- Housewife 1 on 1 11 (2008)
- Hustler's Lesbian Fantasies 1 (2008)
- I Love Blondes (2008)
- Joanna Angel's Anal Perversions (2008)
- Keepin It Fresh 1 (2008)
- Meet the Twins 13 (2008)
- Memphis Does Hollywood (2008)
- My Space 4 (2008)
- Naughty Co-Ed Caper (2008)
- One Wild And Crazy Night (2008)
- Pornstars Like It Big 2 (2008)
- Predator 2 (2008)
- Strap-On Club 2 (2008)
- Wet Dreams (2008)
- Who's That Girl 7 (2008)
- Barely Legal School Girls 5 (2009)
- Beyond The Call Of Booty 3 (2009)
- Big Rack Attack 6 (2009)
- Big Tits at Work 7 (2009)
- Busty Housewives 2 (2009)
- Flexible Positions 2 (2009)
- Fuck My Tits 6 (2009)
- Her First Lesbian Sex 16 (2009)
- King of Coochie 5 (2009)
- Meet the Twins 16 (2009)
- Memphis Monroe's Dirty Secrets (2009)
- Nothing But A 3-Way (2009)
- Pigtails Round Asses 10 (2009)
- Pornstars Like It Big 7 (2009)
- This Butt's 4 U 5: Crack Addictz (2009)
- Baby Got Boobs 4 (2010)
- Big Tits in Sports 3 (2010)
- Big Tits in Uniform 1 (2010)
- Big Titty MILF Shake 2 (2010)
- Brazzers Presents: The Parodies 1 (2010)
- Doctor Adventures.com 7 (2010)
- For Her Tongue Only (2010)
- Masturbation Nation 6 (2010)
- North Pole 76 (2010)
- Peter North's POV 24 (2010)
- Real Wife Stories 7 (2010)
- Self Service Sex 2 (2010)
- VIP Crew 3 (2011)
- Busty Blonde Bombshells (2012)
- Greatest Tits (2013)
- Juggernauts (2013)
- Sweet Mammaries (2013)